# いながわ亜美
いながわ 亜美（いながわ あみ）は日本の脚本家。株式会社アンドリーム所属。
日本大学芸術学部映画学科監督コース卒業。ディレクターとしてNHKの番組を制作。2012年、脚本家デビュー。

## 脚本作品

### TVドラマ
- ピロートーク〜ベッドの思惑〜（2012）
- 大阪環状線 ひと駅ごとの愛物語
  - Part2（2017）
  - Part3（2018）
- いぶり暮らし（2022）
- 世にも奇妙な物語'22 秋の特別編「元カレと三角関係」（2022）
- 夜明けまえの彼女たち（2022）
- 半熟ファミリア 腹ペコ兄妹の熟成レシピ（2023）
- 完璧ワイフによる完璧な復讐計画（2024）

### 映画
- 青鬼 ver2.0（2015）
- シンデレラゲーム（2016）
- よーい、スタート！（2023）※監督・脚本

### 舞台
- ガールズ・トーク?!（2017）
- 暁の帝　※脚本協力（2019）